# Antes De Que Amanezca
Antes De Que Amanezca es el segundo Extended play de la banda colombiana Morat, publicado el 14 de diciembre de 2023. 
El álbum se caracteriza por el clásico estilo musical de la banda, entre pop, country, rock y balada romántica. Asimismo, el álbum fue presentado después de su sencillo "Tarde" 

## Tour Los Estadios
Antes De Que Amanezca "Tour Los Estadios" es la gira de conciertos que la banda Morat realizó desde Junio hasta diciembre de 2024.
La gira contó con 25 estadios, 15 países y 17 ciudades recorridos, en algunos de sus estadios invitaron a grandes famosos a participar en los escenarios, como Tini Stoessel a cantar "Consejo De Amor" en Argentina, a Ela Taubert a cantar "¿Cómo Pasó?" en Chile, a Joaquina Blavia a cantar "Rabia" en El Salvador, y a Camila Fernández a cantar "Debi Suponerlo-versión Mariachis" en México. En el canal de Youtube de Morat cuenta con los videos en la cual cantan esas canciones y las incluyeron en una playlist llamada "Morat & Amigos". Como abridora de sus conciertos, contaron con la presencia de Susana Cala, la hermana del vocalista de la banda: Juan Pablo Isaza Piñeros.   
| Fecha                    | Ciudad            | País                 | Recinto                            |
| ------------------------ | ----------------- | -------------------- | ---------------------------------- |
| 21 de junio de 2024      | Madrid            | España               | Estadio Metropolitano              |
| 29 de junio de 2024      | Caracas           | Venezuela            | Estadio Olímpico UCV               |
| 6 de julio de 2024       | Bogotá            | Colombia             | Estadio "El Campín"                |
| 7 de julio de 2024       | Bogotá            | Colombia             | Estadio "El Campín"                |
| 13 de julio de 2024      | Medellín          | Colombia             | Estadio Atanasio Girardot          |
| 20 de julio de 2024      | Quito             | Ecuador              | Estadio Atahualpa                  |
| 27 de julio de 2024      | Guayaquil         | Ecuador              | Estadio Modelo                     |
| 2 de agosto de 2024      | Santo Domingo     | República Dominicana | Estadio Quisqueya                  |
| 28 de septiembre de 2024 | Asunción          | Paraguay             | Hipódromo de Asunción              |
| 5 de octubre de 2024     | Santiago de Chile | Chile                | Estadio Bicentenario de La Florida |
| 9 de octubre de 2024     | Buenos Aires      | Argentina            | Estadio José Amalfitani            |
| 14 de octubre de 2024    | Lima              | Perú                 | Estadio Nacional del Perú          |
| 18 de octubre de 2024    | San José          | Costa Rica           | Estadio Nacional de Costa Rica     |
| 23 de octubre de 2024    | Tegucigalpa       | Honduras             | Estadio Chochi Sosa                |
| 26 de octubre de 2024    | San Salvador      | El Salvador          | Estadio Cuscatlán                  |
| 2 de noviembre de 2024   | Guatemala         | Guatemala            | Estadio Cementos Progreso          |
| 9 de noviembre de 2024   | Managua           | Nicaragua            | Estadio Nacional Soberanía         |
| 27 de noviembre de 2024  | Monterrey         | México               | Estadio Mobil Super                |
| 28 de noviembre de 2024  | Monterrey         | México               | Estadio Mobil Super                |
| 2 de diciembre de 2024   | Guadalajara       | México               | Estadio 3 de Marzo                 |
| 3 de diciembre de 2024   | Guadalajara       | México               | Estadio 3 de Marzo                 |
| 8 de diciembre de 2024   | Mérida            | México               | Estadio Carlos Iturralde Rivero    |
| 13 de diciembre de 2024  | Ciudad de México  | México               | Estadio GNP Seguros                |
| 14 de diciembre de 2024  | Ciudad de México  | México               | Estadio GNP Seguros                |
| 15 de diciembre de 2024  | Ciudad de México  | México               | Estadio GNP Seguros                |

Dentro de este tour, se han subido "Faltas Tú", "Antes De Los 30", "Por Si No Te Vuelvo A Ver" y "La Policía" que son las canciones del siguiente album "Ya Es Mañana", la cual el título fue filtrada por el baterista de la banda: Martín Vargas Morales, que además, comentó que la siguiente colaboración va a ser una que tanto esperan los fans, lo cual lo dice en la entrevista que tuvieron mediante steaming en "Un Último Sueño" transmitida en Disney+ promocionando su cierre de gira en el Estadio GNP Seguros en Ciudad de México el 14 de diciembre de 2024.

## Carátula
“Cuando pusimos ese gran sol en la carátula de "Si ayer fuera hoy” una de las primeras preguntas que nos llegó a la cabeza fue: ‘¿Qué va a pasar cuando ese sol se esconda? ¿Qué sucede cuando llega la noche?’. La respuesta fue: “Antes de que amanezca” (ADQA): un viaje a través de una noche de nuestros sueños donde cada canción es un sueño diferente”, han explicado los chicos de Morat en sus redes sociales sobre la portada de este nuevo EP al que han puesto ese nombre que encontraron como respuesta.
“Como cuando uno duerme, cada sueño es distinto a todos los demás, se unen sin mucho sentido y cada uno se siente medio aleatorio; por eso en las canciones hay desde rock hasta baladas, desde acústicos latinoamericanos hasta ritmos más bailables. Nos gusta que es una noche de variedad, donde se resalta el formato de las bandas, donde tocar instrumentos y componer canciones da pie a poder variar y jugar con nuestra propia música sin límite. Les amamos, vengan a soñar con nosotros un rato”.

## Lista de canciones
| N.º | Título                                  | Duración |  |
| 1.  | «Feo»                                   | 2:58     |  |
| 2.  | «Nunca Volvieron»                       | 3:22     |  |
| 3.  | «Someone I Used to Know» (con James TW) | 2:56     |  |
| 4.  | «Demasiado Lejos»                       | 3:00     |  |
| 5.  | «Sobreviviste»                          | 3:07     |  |
| 6.  | «Tarde»                                 | 2:43     |  |